# Hafen (Düsseldorf)
Hafen, Düsseldorf-Hafen — dzielnica miasta Düsseldorf w Niemczech, w okręgu administracyjnym 3, w kraju związkowym Nadrenia Północna-Westfalia, w rejencji Düsseldorf.  